# I Want Your Sex
Cet article concerne la chanson. Pour le film, voir I Want Your Sex (film).
Singles de George Michael
I Knew You Were Waiting (For Me)
(1987) Faith
(1987)
I Want Your Sex est une chanson écrite et interprétée par George Michael, sortie en single en juin 1987. I Want Your Sex est le premier single de l'album Faith. La chanson est incluse dans la bande-originale du Flic de Beverly Hills 2 de Tony Scott.

## Le « Monogamy Mix »
La chanson I Want Your Sex contient trois parties, rassemblées sous le titre « Monogamy Mix ». Les trois parties s'intitulent : « Rhythm 1: Lust », « Rhythm 2: Brass in Love » et « Rhythm 3: A Last Request ».

## Une chanson qui dérange
I Want Your Sex n'invite pas à la débauche, mais prône la monogamie. Néanmoins, certaines stations de radio anglaises censurent la chanson et elle est bannie des radios américaines durant les grandes heures d'écoute, ne le diffusant que durant la nuit. Par ailleurs, le clip de I Want Your Sex est plutôt suggestif. Aux États-Unis, MTV le diffuse en partie à la télévision.
Malgré les problèmes de censures et de diffusions radio, la chanson rencontre un succès commercial, atteignant la 3e position au Royaume-Uni et la 2e position du Billboard Hot 100 aux États-Unis.

## Classements
| Classement (1987)                | Meilleure position |
| -------------------------------- | ------------------ |
| Autriche (Ö3 Austria Top 40)     | 2                  |
| Canada (RPM Top Singles)         | 2                  |
| Pays-Bas (Nederlandse Top 40)    | 1                  |
| France (SNEP)                    | 11                 |
| Allemagne (Media Control Charts) | 3                  |
| Irlande (IRMA)                   | 1                  |
| Italie (FIMI)                    | 2                  |
| Nouvelle-Zélande (RMNZ)          | 2                  |
| Norvège (VG-lista)               | 3                  |
| Espagne (PME)                    | 4                  |
| Suède (Sverigetopplistan)        | 8                  |
| Suisse (Schweizer Hitparade)     | 4                  |
| Royaume-Uni (UK Singles Chart)   | 3                  |
| États-Unis (Hot 100)             | 2                  |
| États-Unis (Dance Club Songs)    | 2                  |
| États-Unis (R&B/Hip-Hop Songs)   | 43                 |

| Classement (2016) | Meilleure position |
| ----------------- | ------------------ |
| France (SNEP)     | 86                 |